# Не спрашивай меня ни о чём
«Не спрашивай меня ни о чём» — советский художественный фильм 1991 года, снятый режиссёром Романом Качановым.

## Сюжет
Главная героиня фильма узнаёт, что она беременна. Но кто отец ребёнка, она точно не знает. На эту роль претендуют два её близких друга. Правда, когда она признаётся одному из них, выясняется, что он по медицинским показаниям не может иметь детей. Также выясняется, что и другой её парень тоже не может иметь детей.

## В ролях
| Актёр                 | Роль                |
| --------------------- | ------------------- |
| Юозас Будрайтис       | Кирилл Крюков       |
| Вячеслав Невинный-мл. | Павел               |
| Нина Русланова        | Нина, соседка Светы |
| Ирина Феофанова       | Света               |
| Наталья Крачковская   | медсестра           |
| Эммануил Виторган     | Евгений             |
| Марьяна Полтева       |                     |
| Валерий Дик           | Эпизод              |

## Съёмочная группа
- Авторы сценария: Иван Бирюков, Роман Качанов
- Режиссёры: Роман Качанов, Иван Бирюков
- Оператор: Валентин Железняков
- Художник: Юрий Зеленов
- Композитор: Юрий Саульский

«Не спрашивай меня ни о чём» — фильм «перестроечной» волны. Один из последних фильмов, снятых в СССР как государственном образовании.
В киноленте снимались артисты, преимущественно проживавшие в СССР, а всё производство велось в Латвийской ССР на базе Рижской киностудии. Фильм был сдан в октябре 1991 за несколько недель до распада СССР.
Первый кинофильм Романа Качанова как режиссёра.

## Критика
Авторы картины как бы задаются вопросом: почему среди физиологических отправлений человека одни активно используются в кино, а другие подвергаются незаслуженной дискриминации? В самом деле, почему приём пищи, слезотечение и совокупление то и дело мелькают на экране, и чем они содержательнее и киногеничнее, нежели кашель, насморк, рвота, мочеиспускание, дефекация и семяизвержение? Именно с последнего начинают Качанов и Бирюков реабилитацию физиологических актов, ущемлённых в своих эстетических правах. В свете этой сверхзадачи, в сущности, меркнет всё остальное: сюжет, характеры, диалоги, игра актёров и так далее. Наспех придумана беременная героиня без определенных занятий. Главное, что девушке нужно определить отца будущего ребёнка, и центром притяжения для персонажей становится лаборатория, где сдают анализы на спермограмму.Из рецензии на фильм в «Энциклопедии кино Кирилла и Мефодия»